# Şehzade Baiazet
Şehzade Baiazet (1525-1561) fou un membre de la família imperial otomana (Şehzade = príncep) que lluitava pel tron.
El pare de Baiazet era Solimà I el Magnífic. La seva mare era Hürrem Sultan. Va servir a Anatòlia com a sandjakbegi (governador de districte). Però durant la dotzena campanya del seu pare a Nakhtxivan (avui dia part de l'Azerbaidjan) el 1553, fou nomenat governador d'Edirne per controlar Rumèlia (els territoris europeus de l'imperi) en absència del seu pare. Durant la campanya, el germanastre gran de Baiazet Şehzade Mustafà fou executat. Les notícies de l'execució provocaven malestar arreu de l'imperi i un cert Mustafà es va rebel·lar contra Solimà a Rumèlia afirmant que era Şehzade Mustafà. Encara que la rebel·lió fou dominada per un visir, Solimà sospitava que Baiazet fou deliberadament lent en actuar.

## Rebel·lió
Després de la mort de Mustafà i poc després d'un germà més jove, Jahangir, a Solimà només li quedaven dos fills, Baiazet i Selim (futur Selim II). El segon era llavors governador de Manisa i Baiazet era el governador de Kütahya (els dos a Anatòlia) dues ciutats a distància gairebé igual d'Istanbul, la capital. Solimà tenia ja més de 60 anys i la competència entre els dos germans pel tron era evident. Solimà va renyar als seus fills i va decidit canviar els seus destins. A Selim se li va assignar el govern de Konya i a Baiazet el d'Amasya, sent els dos sanjaks més llunyans de la capital que els anteriors, però encara equidistants. Selim ràpidament va anar a Konya. Baiazet finalment, després de molts dubtes, va obeir però no va tardar a enfrontar-se al seu germà. Solimà va acusar Baiazet de ser un rebel i va donar suport al seu fill gran Selim. Aquest amb el suport de Sokollu Mehmet Pasha (més tard gran visir) va derrotar el seu germà prop de Konya (31 maig de 1559).
Beyazit va retornar a Amasya i finalment es va escapar a la Persia safàvida juntament amb els seus fills i un petit exèrcit. Encara que xa Tahmasp inicialment el va acollir molt bé, les pressions de Solimà el van obligar a empresonar-lo. Tant Solimà com Selim van enviar ambaixades a Pèrsia per persuadir al xa d'executar a Baiazet. Finalment el 25 de setembre de 1561, Baiazet i els seus quatre fills foren executats a Pèrsia per un botxí otomà